# Bułła
Bułła (biał. Була) – rzeka na Białorusi, lewostronny dopływ Grzywdy.
Długość rzeki wynosi 14 km, powierzchnia dorzecza – 72,7 km². Źródło na północny zachód od wsi Kokoszczyce. Uchodzi do Grzywdy, przy wsi Dziewiątkowicze Stare. Skanalizowana.